# Pietro Sartoris
Pietro Sartoris (Torino, 15 agosto 1926 – Torino, 27 luglio 1989) è stato un fumettista italiano, noto per essere stato assieme a Giovanni Sinchetto e Dario Guzzon uno dei fondatori della EsseGesse.

## Biografia
Debuttò nel mondo del fumetto nel 1949 lavorando con la Victory e disegnando Darman su testi di Leonello Martini, che era anche direttore della testata.
Dopo l'esperienza EsseGesse, con Sinchetto e Guzzon intraprese una nuova avventura editoriale nel 1965 con la creazione della SISAG (da Sinchetto, Sartoris, Guzzon), che pubblicava Alan Mistero. Il progetto ebbe però vita breve ed ebbe termine dopo 23 numeri. Da allora i tre si sono dedicati alla sola produzione artistica. 